# 義賢
義賢（ぎけん、応永6年（1399年） - 応仁2年閏10月2日（1468年11月16日））は、室町時代の真言宗の僧。将軍足利義満の弟、足利満詮の子。三宝院義賢（さんぼういん ぎけん）としても知られる。通称は後遍智院准后。

## 人物
応永17年（1410年）4月8日三宝院満済の下で入り、翌18年（1411年）6月21日に法身院にて得度、11月8日に受戒している。密教僧としての修行を終えた後の応永32年（1425年）12月5日に東寺長者に任ぜられる。応永34年11月11日に満済から全ての修行を終えたとする付法状を授けられ、永享2年（1431年）に満済から正式に三宝院門跡の後継者に指名された。
三宝院門跡・醍醐寺座主・准三后を歴任した。だが、満済・義賢と2代続けて三宝院よりも室町殿に近い法身院にいる事が多く、寛正3年（1462年）にはこれに反発した三宝院の僧侶が義賢を訴える騒ぎを起こしている。70歳没。
なお、義賢が門跡だった三宝院は創建当初から貴種が住持する院家であり、同門に政深、義覚、政紹が得度していた。三宝院満済からは拠点だった金剛輪院を道場として伝法灌頂を受けており、『「前大僧正満済授義賢阿闍梨灌頂印信印明案」『醍醐寺文書』二六函二七号、「新要録」金剛輪院篇』として現存している。